# Asiophrida
Asiophrida es un género de coleóptero de la familia Chrysomelidae.

## Especies
Las especies de este género son:
- Asiophrida flavicollis Medvedev, 2000
- Asiophrida hirsuta (Stebbing, 1914)
- Asiophrida luzonica Medvedev, 2000
- Asiophrida marmorea (Wiedemann, 1819)
- Asiophrida oblongoguttata (Chapuis, 1875)
- Asiophrida philippinensis (Chen, 1934)